# Rohff
Rohff, właściwe Housni Mkouboi (ur. 15 grudnia 1977 w Mbeni, Związek Komorów) – francuski raper.
Jego pseudonim początkowo pochodził od słów: Rimeur Original Hardcore Flow Fluide (tłumaczone na język angielski: Original Rhymester Hardcore Flow Fluid), ale został przekształcony i pochodzi od słów Rimeur Offensiv Honorant Flow Fluide.

## Życiorys
Do Francji przybył w 1985 roku. Dorastał w Val-de-Marne, jednym z paryskich przedmieść. Rohff, wzorując się między innymi na 2Pacu i Mobb Deep zaczął rapować w 1994 roku. W 1999 roku rozpoczął pracę nad swoim pierwszym albumem pt. Le Code de l’honneur (ang. tytuł The Code of Honour), który zawiera m.in. utwory "Appelle-moi Rohff", "Catastrohff", "Skyrohff", "Rohff Vs l'État", "Génération sacrifiée" oraz "Manimal". Duży sukces pierwszego albumu sprawił, że w 2001 roku Rohff wydał kolejny album pt. La Vie avant la mort (The Life Before The Death, Życie przed śmiercią), który osiągnął komercyjny sukces (250.000 sprzedanych płyt). Do utworów na tej płycie należą m.in. "TDSI", "Miroir, Miroir" i "5-9-1".
W czerwcu 2004 wydał trzeci solowy album, podwójny, zawierający 30 utworów La Fierté des nôtres.
Czwarty studyjny album, pt. Au-delà de mes limites został wydany 28 listopada 2005 roku. Do 1 grudnia sprzedano 20 tysięcy kopii albumu. Dwa tygodnie po wydaniu zyskał status złotej płyty, sprzedając się w ilości 200.000 egzemplarzy.
Nie brał udziału przy nagrywaniu płyty pt Jusqu'a la mort, grupy Mafia K’1 Fry.
W grudniu 2008 roku ukazał się kolejny album Mkouboi pt. Le Code de l’horreur. Płytę promowało 7 teledysków powstałych do utworów "La Grande Classe", "Progress", "Rap Game", „Paris”, "Hysteric love", "Sévère" i "Repris de justesse". Sprzedano ponad 225.000 egzemplarzy. Album został zatwierdzony jako platyna.
La Cuenta był szóstym solowym albumem. Został wydany 13 grudnia 2010 roku. Płyta była promowana 5 teledyskami: "Dans ma werss", "Rien à prouver", "Dans tes yeux", "Fais doucement" z gościnnym udziałem Zaho i "Thug Mariage". Rohffa wspomogli La Fouine czy Karim Benzema. Produkcja została zatwierdzona jako platyna, ze sprzedażą 107.500 egzemplarzy.
Na 2012 roku został zapowiedziany siódmy solowy album pt. Padre du Rap Game, jednak premiera i tytuł zostały zmienione. Pod nową nazwą P.D.R.G. płyta ukazała się 23 września 2013 roku. Pierwotnie kompozycja miała być mixtapem. Pierwszy singel o nazwie "K-Sos musik" zapowiadający projekt, został wydany w listopadzie zeszłego roku. Następny o tytule "Dounia" opublikowano w maju 2013 roku. Póki co, ostatni, "J'accélère" wypuszczono w czerwcu tego roku.

## Afery kryminalne
W 2005 roku Rohff został skazany na 4 lata więzienia w zawieszeniu na 2 lata za ostrzelanie dwóch osób wychodzących z nocnego klubu w Ivry-on-Seine w 2002 roku.
W 2007 roku Rohff na prośbę swojej mamy wyruszył w poszukiwaniu swojego najmłodszego brata, z którym był skłócony. Nieoczekiwanie na widok Housniego jego młodszy brat zaczął wzywać policję. Rohff kilka dni później został skazany na 5 miesięcy bezwzględnego więzienia za posiadanie broni. Zdarzenie za które został skazany opisuje w swojej piosence "Testament", w której wyraża swój żal do brata.

## Dyskografia
Opracowano na podstawie źródła.
| - Le Code de l’honneur (srebro) (1999) - La Vie avant la mort (platyna) (2001) - La Fierté des nôtres (2x złota) (2004) - Au-delà de mes limites (platyna) (2005) - Le Code de l’horreur (platyna) (2008) - La Cuenta (platyna) (2010) - P.D.R.G. (Pouvoir, Danger, Respect & Game) (platyna) (2013) - Rohff Game (2015) Reedycje - Au-delà de mes limites Classics (2007) - Le Code de l’horreur classics (2009) - Zénith Classics (CD/DVD) (2009) |  | - Les Liens sacrés (1997) - Legendarie (1999) - Le Cerise sur Le ghetto (2003) - Jusqu'à La Mort Réédition (2007) - 10 ans d'avance (2004, produkcja: Ikbal; miks: DJ Mosko) - Le Cauchemar du Rap Français Vol.1 (2007, miks: DJ Mosko) |